# Forcipomyia villosa
Forcipomyia villosa är en tvåvingeart som först beskrevs av John William Scott Macfie 1934.  Forcipomyia villosa ingår i släktet Forcipomyia och familjen svidknott. Inga underarter finns listade i Catalogue of Life.